# Paratassi
La paratassi (dal greco παρά parà, "accanto" e τάξις táxis, "disposizione”, ossia disposte l'una accanto all'altra) è una costruzione del periodo basata soprattutto su proposizioni coordinate; si contrappone all'ipotassi. 
Di solito si parla di paratassi quando il periodo è costruito solo con frasi principali (indipendenti). Si può però considerare paratattico anche un periodo in cui da una principale dipendano diverse subordinate dello stesso ordine coordinate tra loro.

## Funzioni
A volte, quando si scrive un testo paratattico, si intende creare nel lettore un effetto di attesa, che induce a continuare la lettura.
La costruzione paratattica è spesso usata nei testi descrittivi, poiché questa modalità conferisce chiarezza, evidenza e incisività alla descrizione.

### Esempi
La ragazza sorrise felice perché aveva ascoltato parole affettuose e perché era lusingata da quelle dimostrazioni di simpatia.
Anche un uomo tornava al suo nido:

l'uccisero, disse: Perdono;

e restò negli aperti occhi un grido

portava due bambole in dono...
(Giovanni Pascoli, Myricae, Elegie III, "X Agosto")

## Altri ambiti
Si può parlare di paratassi anche in ambito delle arti figurative, quando gli elementi di una composizione sono posti uno accanto all'altro, senza tenere conto della disposizione spaziale, come nei cortei di Vergini e Santi della basilica di Sant'Apollinare Nuovo a Ravenna.